# 杭州南站
杭州南站前称萧山站，是沪昆线和萧甬线两线枢纽，同时也是杭深铁路和沪昆客运专线的车站，位于中国浙江省杭州市萧山区北干街道，距杭州站27公里。在杭州东站关闭改建期间，杭州南站作为杭州东站改建期间的过渡车站使用；2013年7月1日，随着杭州东站启用，杭州南站进入改建阶段。新站规模3场7台21线，同时有望升级为特等站。2020年7月1日，杭州南站重新投入使用。
杭州南站在改造前，多以服务萧山地区居民为主。随着高铁的全面铺开和城市布局的需要，改造后的杭州南站定位主要是分流杭州东站和杭州站的客流，并承担各方向普客列车始发和终到作业，以及沪昆、宁杭-杭甬、杭黄、杭绍台动车组列车通过作业。

## 历史
杭州南站原名萧山站，站址位于当时新修建的浙赣绕行线上。萧山站于1992年6月11日启用后取代了原萧山站的客运功能，老萧山站改名萧山西站。新建的站房大楼建筑面积为3642平方米，站前广场27972平方米；站场设有2条正线、5条到发线、2座旅客站台及5条编组线，另有2条牵出线和1条调车机车准备线，为二等站。另外修建由萧山站至夏家桥站经萧山站至老萧山站的萧甬铁路萧夏联络线和萧萧联络线:300。
1995年车站建成铁路货场，占地490亩，但由于产权交接问题直至1997年10月方完全启用。2000年萧浙联络线建成，部分萧甬-浙赣折角车流不再于萧山站换向。2001年诸暨车务段出资对车站货场进行硬面化改造。
在杭州东站站改过程中，萧山站和杭州站一起作为杭州地区主要的两个分流车站之一。自2009年12月起，原在杭州东站到发的列车开始陆续转移到杭州南站到发。为承担更大旅客运量，车站于2009年8月进行了改造工程：售票处售票口由8个增加至18个，新建第二候车室，使得日最高接发旅客量由改造前的1万人增加至3万人；同时将1站台抬升高度并新建4、5站台。改造后车站停办货运，相关货运业务搬迁至白鹿塘站（现萧山站）办理，同时升为一等站:118。
2010年1月1日起，萧山站更名为杭州南站。2010年1月28日起，杭州南站开始停靠全部82趟原在杭州东站到发的列车、以及4趟原先停靠杭州站的列车。过渡期间的萧山站主站房自北向南分别为出站口、售票厅、北方候车厅、动车组候车厅、贵宾室、消防通道、南方候车厅；站场设有5座站台，与站房间分别通过一座进站天桥、一座进站地道及一座出站地道连接。
杭州东站新站房于2013年7月1日启用后，杭州南站随即进入闭关改造阶段。南站站房及相关工程于2014年11月正式开建，并计划在2017年6月完工。
2018年，由于杭州铁路枢纽规划变动，计划将既有城站的部分始发普速列车搬迁至本站始发，因此车站再次进行了小规模的普速场改造工程。此次改造工程新增列车上水设备、新建数条机待线并将原8、9站台改为高站台，此外还将原为14道的沪昆下行正线外拨至12道。
车站原计划在2017年下半年投入使用，但开通时间反复推迟。据杭州市政府称，车站在2017年底已具备开通运行条件，但“开通决定权不在地方政府”，只能“与铁路部门沟通争取”早日开通。2018年10月15日，浙江经视新闻报道称，杭州南站客流疏散能力不合格，至少需等到2019年底5号线开通后方能开通。改造后的车站最终于2020年7月1日开始运营，相关车票于6月2日在12306上开售。

## 车站结构

### 站房
杭州南站站房建筑面积90000平方米，共计5层。站房由冯·格康，玛格及合伙人建筑师事务所（GMP）和铁道第三勘察设计院共同设计，建筑基座使用灰色花岗岩，白色的墙体以凸显杭州传统建筑文化；站房南北白色墙面设有多面通高的垂直百叶幕墙，以获得更好采光；东西的墙面以铝板幕装饰墙拼而成，形成一幅“湘湖风景图”。
车站设有东、西两个进站口，其中西进站口24小时开放，东进站口开放时间为为6点至22点。售票处位于站台层，分别位于站台层东、西面的进站口旁，共有24台自助取票机和13个人工售票窗口；站台层西侧还设有绍兴城际候车区。出发层标高18米，东西侧的进站口暨实名验证通道，共有验证通道16个：其中自助验证通道12个，人工验证通道4个。车站候车室横跨股道上空，东西长220米、南北长55米、面积1.2万余平米；候车室内共设2640个座椅，最多同时可容纳13300名旅客候车，此外还设有10个自助售票机。高架候车室南北各设12个检票口，每个检票口设有4台自动检票机和1人工检票口。候车室上方为商业夹层，据上海铁路局官网显示共有25家商户入驻，包括黄生记面铺、永和豆浆、康师傅私房牛肉面等。

### 站场
杭州南站规划有4个车场，从西向东分别为越江场、普速场、杭甬场和杭长场，共7台21线。越江场为杭金衢城际铁路预留所用，目前暂时归为普速场，有沪昆铁路和萧甬铁路经过，共计3台10线，其中8、9站台原为低站台，后改为高站台。杭甬场接杭深线和宁杭客运专线，规模2台6线；而杭长场则有沪昆客运专线接入，规模2台5线。新的站台序号从原先的由西向东改为由东向西。
杭州南站南侧设有萧山疏解区，面积约61.4公顷，是目前中国国内最复杂的高速铁路疏解区。沪昆客运专线和杭深线在疏解区南侧分别设有杭长杭州南线路所和杭甬杭州南线路所、通过4条疏解线形成互通，而和杭黄客运专线则通过杭长杭州南线路所的渡线接入。2016年1月10日启用杭州东至杭州南三四线、杭州东站南侧的宁杭甬场和沪杭长场南端的互通取消后，所以跨线列车需要在两个杭州南线路所提前进入对应站场（东站宁杭甬场对应南站杭甬场，东站沪杭长场对应南站杭长场）。另外既有沪昆铁路正线、萧甬铁路正线和萧浙联络线亦在车站南侧形成三角疏解区。疏解区地面建有新塘高铁公园。
| 西↑  |      |                                                                  |  |
|      | 侧式 |                                                                  |  |
| 21道 | 12   | 普速场 绍兴城际专用到发线                                        |  |
| 20道 | 无   | 普速场 机走线                                                    |  |
| 19道 | 无   | 普速场 侧线                                                      |  |
| 18道 | 11   | 普速场 到发线                                                    |  |
|      | 岛式 |                                                                  |  |
| 17道 | 10   | 普速场 到发线                                                    |  |
| 16道 | 无   | （夏家桥站）普速场 萧甬铁路萧萧联络线 往杭州站方向（萧山西站）   |  |
| 15道 | 无   | （萧山站）普速场 沪昆铁路 上行正线 往上海站方向（盈宁站）        |  |
| 14道 | 9    | 普速场 到发线                                                    |  |
|      | 岛式 |                                                                  |  |
| 13道 | 8    | 普速场 到发线                                                    |  |
| 12道 | 无   | （萧山站、夏家桥站）普速场 沪昆铁路、萧甬铁路 下行正线（盈宁站） |  |
| 11道 | 7    | 杭甬场 到发线                                                    |  |
|      | 岛式 |                                                                  |  |
| 10道 | 6    | （杭甬杭州南线路所）杭甬场 到发线                                |  |
| 9道  | 无   | （绍兴北站）杭甬场 杭深线 上行正线 往杭州东站方向（杭州东站）    |  |
| 8道  | 无   | （绍兴北站）杭甬场 杭深线 下行正线 往深圳北站方向（杭州东站）    |  |
| 7道  | 5    | （杭甬杭州南线路所）杭甬场 到发线                                |  |
|      | 岛式 |                                                                  |  |
| 6道  | 4    | 杭甬场 到发线                                                    |  |
| 5道  | 3    | 杭长场 到发线                                                    |  |
|      | 岛式 |                                                                  |  |
| 4道  | 2    | （杭长杭州南线路所）杭长场 到发线                                |  |
| 3道  | 无   | （诸暨站）杭长场 沪昆客专 上行正线 往上海虹桥站方向（杭州东站）  |  |
| 2道  | 无   | （诸暨站）杭长场 沪昆客专 下行正线 往昆明南站方向（杭州东站）    |  |
| 1道  | 1    | （杭长杭州南线路所）杭长场 到发线                                |  |
|      | 侧式 |                                                                  |  |
| 东↓  |      |                                                                  |  |

### 站前广场
杭州南站设有东西两个站前广场。西广场位于站房西侧，占地3.8万平方米，一层设有公交首末站、出租车上客点、438个车位的停车场，二层则设有配套商业街等休闲设施，于2017年7月完工。目前西广场商业配套已经基本确定，主要以餐饮为主，已确认有麦当劳、德克士、85度C、顺旺基、老娘舅、大娘水饺、吉祥馄饨、CoCo都可等餐饮品牌入驻。
东广场位于站房东侧，是杭州南站的主广场，占地约10万平方米，设有商贸中心、高档写字楼、地铁火车南站、公交枢纽站、长途车服务站、旅游大巴车场、出租车停车场（100个）、社会车辆停车场（1100个）等综合服务设施。

## 运营状况
杭州南站于2020年7月1日调图后每日办理63对列车的客运业务。其中普速列车39对，为经由沪昆铁路运行的大部分列车；少部分列车亦会同时停靠杭州东站；动车组列车20对，包括沪昆客运专线南端至杭深线的跨线列车和6对由CR200J担当的列车、CR200J担当的既有线动车和始发既有线动车2对，分别发往南京和启东。

### 绍兴城际线
绍兴城际线的部分列车贯通运营至本站。绍兴城际线并不在车站的候车大厅内乘坐，而是在西广场设有专门的候车区。运营初期，杭州南到钱清区间可免费乘坐。

### 统计
| 年份 | 发送旅客量 （万人次） | 到达旅客量 （万人次） | 来源       |
| ---- | --------------------- | --------------------- | ---------- |
| 2023 | 583.99                | 663.75                | [ 年鉴 2 ] |
| 2022 | 253.29                | 290.34                | [ 年鉴 3 ] |
| 2021 | 443.39                | 473.26                | [ 年鉴 4 ] |
| 2020 | 192.42                | 201.5                 | [ 年鉴 5 ] |

| 年份 | 发送旅客量 （万人次） | 到达旅客量 （万人次） | 来源        |
| ---- | --------------------- | --------------------- | ----------- |
| 2013 | 392.64                | 443.38                | [ 年鉴 6 ]  |
| 2012 | 735.7                 | 837.6                 | [ 年鉴 7 ]  |
| 2011 | 668.8                 | 780.6                 | [ 年鉴 8 ]  |
| 2010 | 503.6                 | 629.6                 | [ 年鉴 1 ]  |
| 2009 | 108.4                 | 100.0                 | [ 年鉴 9 ]  |
| 2008 | 111.8                 | 103.27                | [ 年鉴 10 ] |
| 2007 | 123.34                | 110.73                | [ 年鉴 11 ] |
| 2006 | 148.00                | 136.41                | [ 年鉴 12 ] |
| 2005 | 123.8                 | 38.56                 | [ 年鉴 13 ] |
| 2004 | 127.88                | 120.57                | [ 年鉴 14 ] |
| 2003 | 116.62                | 112.99                | [ 年鉴 15 ] |
| 2002 | 110.44                | 102.24                | [ 年鉴 16 ] |

| 年份 | 发送旅客量 （万人次） | 来源        |
| ---- | --------------------- | ----------- |
| 2001 | 93.09                 | [ 年鉴 17 ] |
| 2000 | 88.41                 | [ 年鉴 18 ] |
| 1999 | 85.46                 | [ 年鉴 19 ] |
| 1998 | 89.63                 | [ 年鉴 20 ] |
| 1997 | 86.45                 | [ 年鉴 21 ] |
| 1996 | 91.48                 | [ 年鉴 22 ] |
| 1995 | 105.52                | [ 年鉴 23 ] |
| 1994 | 106.20                | [ 年鉴 24 ] |
| 1993 | 80.91                 | [ 年鉴 25 ] |
| 1992 | 68.07                 | [ 年鉴 26 ] |

## 接驳交通

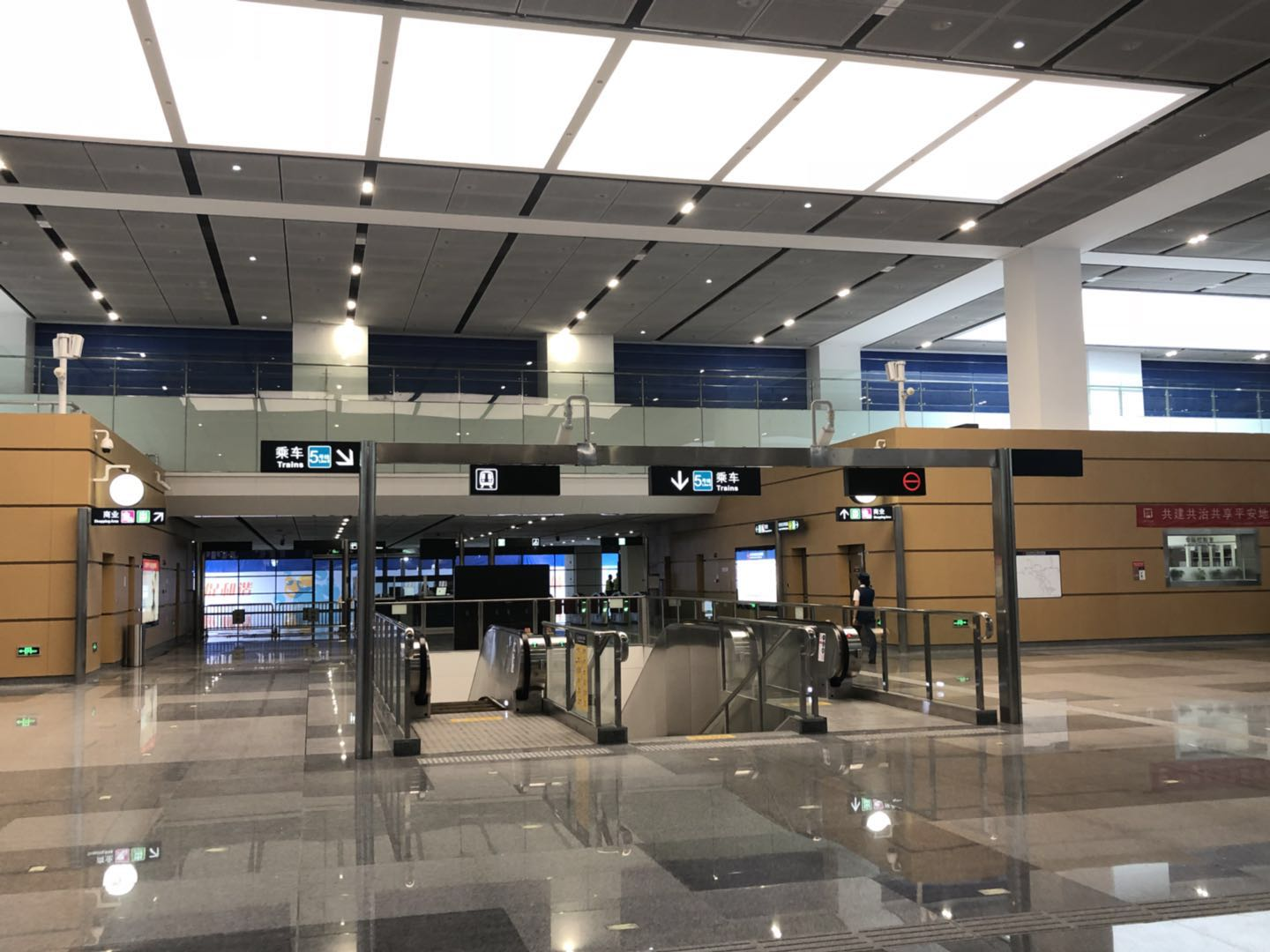
东广场地铁火车南站站站厅

杭州南站的接驳交通设施主要位于东广场，集合地铁、公交、出租车和长途汽车等多种交通运输方式。西广场则负责承担出租车和网约车接送客。
车站周边共设有8个公共自行车服务点，其中4个已建成并投入运营。分别为“商城中路商河路口” 点、“杭州南站北”点、“金马饭店北”点和“商业城管委会”点，均位于西广场附近。

### 道路
杭州南站周边规划有“三纵四横”的疏散道路，三纵分别为南北向的通城大道、高新五路和商城北路；“四横”是指东西向的彩虹大道、郎家路、站前东路和商聚路；西广场设有上落客匝道连接对出的站前路和商城北（中）路。其中位于车站北侧、东侧的彩虹大道和通城大道为快速路。
杭州南站东、西广场均设有停车站，开通初期由于东广场未全部完工，仅开放西广场停车场。

### 地铁
杭州地铁5号线火车南站站位于杭州南站东广场地下，于2020年6月30日开通。根据乘车安排，旅客国铁转地铁无需二次安检。

### 公交
杭州南站的东、西广场均设有公交场站。东广场为主要公交换乘站，各公交线路信息如下：
| 火车南站西   | 火车南站西     | 火车南站西 | 火车南站西     | 火车南站西             |
| 编号         | 路线           | 路线       | 路线           | 备注                   |
| ------------ | -------------- | ---------- | -------------- | ---------------------- |
| 123          | 火车东站东     | ⇆          | 火车南站东广场 | 原317路二代            |
| 328          | 下沙高教文溯站 | ⇆          | 火车南站东广场 | 原524路，后合并原362路 |
| 707          | 火车南站西广场 | ⇆          | 南六路停车场   |                        |
| 726          | 火车南站西广场 | ⇆          | 东方文化园     |                        |
| 747          | 火车南站西广场 | ⇆          | 临浦新站       |                        |
| 8300夜间线路 | 火车南站西广场 | ⇆          | 城站火车站     | 300路夜间线            |

| 火车南站东广场 | 火车南站东广场 | 火车南站东广场 | 火车南站东广场   | 火车南站东广场               |
| 编号           | 路线           | 路线           | 路线             | 备注                         |
| -------------- | -------------- | -------------- | ---------------- | ---------------------------- |
| 123            | 火车东站东     | ⇆              | 火车南站东广场   | 原317路二代                  |
| 328            | 下沙高教文溯站 | ⇆              | 火车南站东广场   | 原524路，后合并原362路       |
| 727            | 火车南站东广场 | ⇆              | 枫香路建设四路口 |                              |
| 731            | 火车南站东广场 | ⇆              | 益农公交总站     |                              |
| 736            | 火车南站东广场 | ⇆              | 益农公交总站     | 线路进入绍兴市境内           |
| 736B           | 火车南站东广场 | →              | 益农公交总站     | 定时班车；线路进入绍兴市境内 |
| 736B           | 火车南站东广场 | ←              | 兴围村           | 定时班车；线路进入绍兴市境内 |
| 736南线        | 火车南站东广场 | →              | 益农公交总站     | 定时班车；线路进入绍兴市境内 |

| 火车南站西广场 | 火车南站西广场 | 火车南站西广场 | 火车南站西广场   | 火车南站西广场            |
| 编号           | 路线           | 路线           | 路线             | 备注                      |
| -------------- | -------------- | -------------- | ---------------- | ------------------------- |
| 700            | 火车南站西广场 | ⇆              | 临浦新站         | 原181路（←700路、417路）  |
| 707            | 火车南站西广场 | ⇆              | 南六路停车场     |                           |
| 726            | 火车南站西广场 | ⇆              | 东方文化园       |                           |
| 747            | 火车南站西广场 | ⇆              | 临浦新站         |                           |
| 7798高峰线路   | 火车南站西广场 | ⇆              | 萧山医院城东院区 | 双休节假日亦开行；原798路 |
| 8300夜间线路   | 火车南站西广场 | ⇆              | 城站火车站       | 300路夜间线               |

## 争议

### 西广场积水
2020年7月2日20时30分左右，萧山城区出现强降雨，雨水从西广场倒灌入仅仅开放2天的杭州南站，导致车站出站层下通道积水。南站管委会等单位立即启动应急预案，疏导乘客，进行排水。当日23时30分左右，雨水已经基本排清；保洁工作则于次日凌晨5时30分完成，次日晚23时30分现场基本恢复。萧山区当地有关部门于7月2日的解释认为此次积水系车站西广场附近的市政管网排水不畅导致，日后将对该区块进行排水改造；7月3日，萧山区杭州南站枢纽管委会发文称，此次雨水倒灌的原因系国铁站房及站台既有排水设施因当时瞬时雨量过大而无法排出导致积水，加上西广场部分露天扶梯及其他设施将积水引入出站层导致积水；声明同时承诺管委会将尽快提出整改方案，短期内将通过安排人员值守、配置临时强排泵等方式避免此次事件再次发生。

### 深夜接驳
杭州南站启用后承接了原先停靠杭州东站的大部分普速列车。但由于距离杭州市区较远且大部分接驳公共交通已停运，导致许多凌晨到站的旅客，尤其是低收入的打工者难以负担打车或住宿旅馆的费用，聚集在站前广场过夜至天亮，引发车站接驳安排的质疑。萧山公交公司于7月30日开通往萧山及杭州市区的8300路疏散了部分到站旅客，但《钱江晚报》记者发现，8300开通后仍有去往余杭，萧山南片区的部分旅客滞留在南站。

### 客流拥堵
2024年4月6日晚，因正值清明假期返程高峰，大量乘客乘车返回杭州。当晚21时20分前后，在两趟列车相继到站后，由于大量乘客集中出站，出站通道发生拥堵。期间扶梯上有乘客摔倒，致多人被压；所幸扶梯被及时按停，亦有人砸破玻璃门疏散，险些发生踩踏事件。车站方面次日对工作不到位、影响旅客出站秩序致歉。